# WWE Backlash
 Der er for få eller ingen kildehenvisninger i denne artikel, hvilket er et problem. Du kan hjælpe ved at angive troværdige kilder til de påstande, som fremføres i artiklen.

Backlash var et pay-per-view-show inden for wrestling produceret af World Wrestling Entertainment (WWE). Det var ét af organisationens månedlige shows og blev afholdt i april mellem 1999 og 2009 (med undtagelse af Backlash 2005, som blev afholdt 1. maj). Backlash indeholdt sædvanligvis rematcher fra WrestleMania, der blev afholdt måneden før. 
I forbindelse med WWE's brand extension blev showet gjort eksklusivt til RAW-brandet fra 2004 til 2006. Siden 2007 har alle WWE's pay-per-view-shows været "tri-branded", hvilket betyder, at wrestlere fra alle tre brands (RAW, SmackDown og ECW) deltager i organisationens shows. 
Den sidste udgave af Backlash fandt sted i april 2009. I 2010 blev showet erstattet af Extreme Rules. 

## Resultater

### 2009
Backlash 2009 fandt sted d. 26. april 2009 fra Dunkin' Donuts Center i Providence, Rhode Island. 
- ECW Championship: Christian besejrede Jack Swagger
- Chris Jericho besejrede Ricky Steamboat
- Kane besejrede CM Punk
- Jeff Hardy besejrede Matt Hardy i en "I Quit" Match
- Santino Marella besejrede Beth Phoenix
- WWE Championship: The Legacy (Randy Orton, Cody Rhodes og Ted DiBiase) besejrede Triple H, Batista og Shane McMahon i en 6-man Tag Team Match
  - Hvis The Legacy vandt, ville Randy Orton vinde VM-titlen fra Triple H.
- World Heavyweight Championship: Edge besejrede John Cena i en Last Man Standing Match

| Sport | Spire Denne artikel om sport er en spire som bør udbygges. Du er velkommen til at hjælpe Wikipedia ved at udvide den. |